# Пусикет
„Пусикет“ е холандска кънтри/поп група, която е водена от сестрите Ковалчик: Тони, Бети и Мариане. Други членове на групата са били Лу Виле, Тео Куманс, Тео Ветцелс и Джон Тойнисен. Трите момичета преди да започнат да се занимават с музика са работели като телефонистки в Лимбург, докато Джон и двамата Тео свирят в група, наречена Scum. Лу е свирил в групата Ricky Rendal and His Centurions, преди да се запознае с Тони и след време да сключат брак. Впоследствие двамата създават групата Sweet Reaction, която по-късно се прекръства на Pussycat.
През 1976 постигат успех с песента Mississippi, която се изкачва до първа позиция в британската класация за сингли. Песента е последвана от Smile от 1978 и Hey Joe от 1978. Други хитове са If You Ever Come to Amsterdam, Georgie, Wet Day in September и My Broken Souvenirs.
През 1985 групата се разпада поради поредица от комерсиални неуспехи. На следващата година сестрите Ковалчик стартират нов музикален проект под името Anycat, но през 1999 решават да възвърнат старото име на формацията. От 1999 до наши дни Pussycat е единствено триото Ковалчик, без предишните ѝ членове да се завръщат към активна музикална дейност.

## Дискография
- First of All (1976)
- Souvenirs (1977)
- Wet Day in September (1978)
- Simply to Be With You (1979)
- The Best of Pussycat (1979)
- Blue Lights (1981)
- After All (1983)
- The Collection and More (1994)
- The Complete Collection (3 CD + DVD) (2004)
- Smile (2005)